# Мурашниця кускійська
Мурашниця кускійська (Grallaria erythroleuca) — вид горобцеподібних птахів родини Grallariidae.

## Поширення
Ендемік Перу. Поширений на гірських хребтах Вілкабамба і Вілканота в регіоні Куско на південному сході Перу. Його природні місця проживання — субтропічні або тропічні вологі гірські ліси та сильно деградовані колишні ліси. Трапляється на висоті від 2150 до 2950 м над рівнем моря.